# U Thant

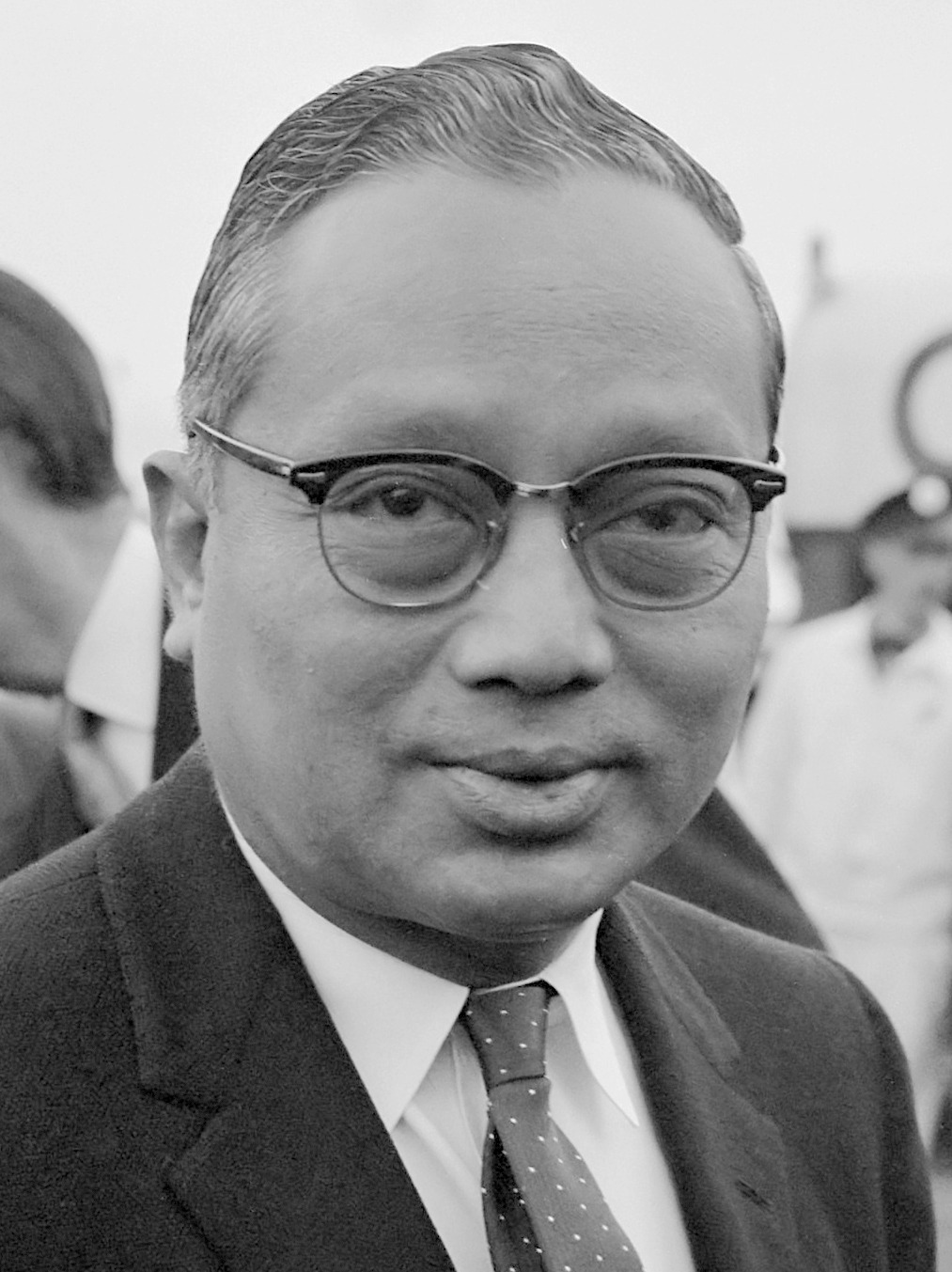
U Thant (1963)

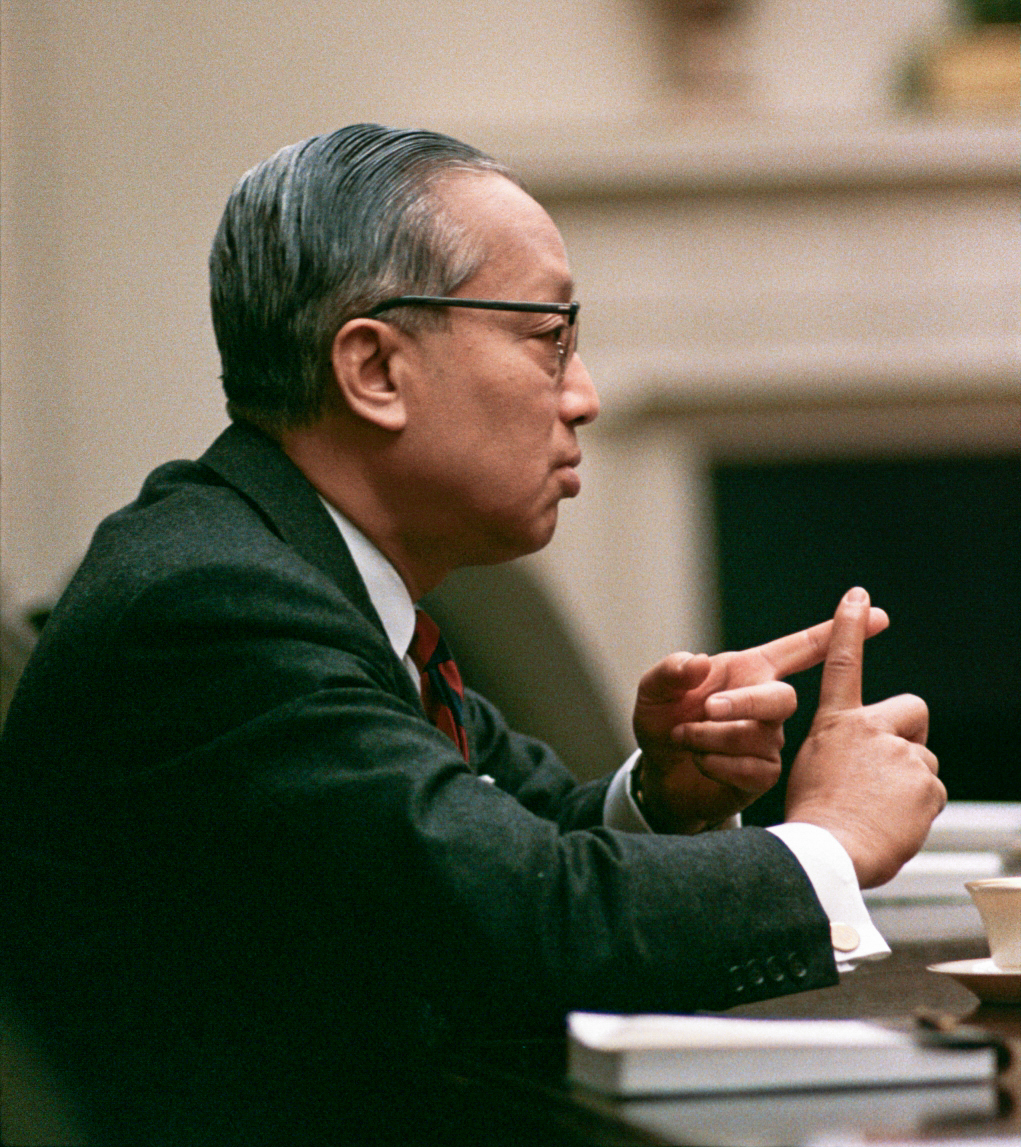
Sithu U Thant bei einem Treffen mit US-Präsident Lyndon B. Johnson, 1968

Sithu U Thant (birmanisch ဦးသန့်; * 22. Januar 1909 in Pantanaw, Irawadi-Division, Birma (heute Myanmar); † 25. November 1974 in New York City, New York, USA) war ein birmanischer Politiker. Von 1961 bis 1971 war er der dritte Generalsekretär der Vereinten Nationen.

## Leben
Nach seiner schulischen Laufbahn war Thant zunächst im Schuldienst tätig. 1945 schloss er sich mit U Nu der birmanischen Befreiungsbewegung unter General Aung San gegen die japanische Besatzungsmacht an. 1947 wurde er unter Ministerpräsident U Nu Informationsminister. Von 1957 bis 1961 war er birmanischer Delegierter bei der UNO.
Am 3. November 1961 wurde er zunächst Interims-Nachfolger von Dag Hammarskjöld, am 30. November 1962 wurde er für vier weitere Jahre als dritter Generalsekretär der Vereinten Nationen bestätigt. Eine zweite Amtsperiode von 1966 bis 1971 schloss sich an. Bei der Behandlung internationaler Konflikte (Wettrüsten der Supermächte, Kubakrise, Bürgerkrieg auf Zypern, Vietnamkrieg und Nahostkonflikt) war er wie sein Vorgänger um Vermittlung und Ausgleich der Interessen bemüht. Allerdings gelang es ihm nicht, das Gewicht der UNO wirksam zu erhöhen. Er bemühte sich zunehmend um die Förderung von Ländern der Dritten Welt.
1963 wurde U Thant in die American Academy of Arts and Sciences gewählt.
Von U Thant stammt eine Bemerkung in der Einführung der 1972 (deutsch) veröffentlichten Untersuchung zur „Lage der Menschheit“ der Wissenschaftlervereinigung Club of Rome mit dem Titel „Die Grenzen des Wachstums“:

„Nach den Informationen, die mir als Generalsekretär der Vereinten Nationen zugehen, haben nach meiner Schätzung die Mitglieder dieses Gremiums noch etwa ein Jahrzehnt zur Verfügung, ihre alten Streitigkeiten zu vergessen und eine weltweite Zusammenarbeit zu beginnen, um das Wettrüsten zu stoppen, den menschlichen Lebensraum zu verbessern, die Bevölkerungsexplosion niedrig zu halten und den notwendigen Impuls zur Entwicklung zu geben. Wenn eine solche weltweite Partnerschaft innerhalb der nächsten zehn Jahre nicht zustande kommt, so werden, fürchte ich, die erwähnten Probleme derartige Ausmaße erreicht haben, daß ihre Bewältigung menschliche Fähigkeiten übersteigt. U Thant, 1969“

1973 erhielt er den Menschenrechtspreis der Vereinten Nationen.
Sithu U Thant starb am 25. November 1974 in New York an Lungenkrebs. Sein Leichnam wurde in seine Heimat Burma nach Rangun überführt. Dort wurde ihm jedoch ein ehrenhaftes Begräbnis vom Staatspräsidenten Ne Win verweigert. Am 5. Dezember 1974 entführten daraufhin Studenten den Leichnam kurz vor der offiziellen Beerdigung. Er wurde auf dem Gelände einer 1962 zerstörten Studentenunion der Universität Rangun (RUSU) begraben. Ein Mausoleum wurde für ihn dort errichtet. Am 11. Dezember 1974 wurde das Gelände vom burmesischen Militär gestürmt, dabei wurden einige Studenten getötet. Der Leichnam wurde entfernt und am Fuß der Shwedagon-Pagode beerdigt. Diese Aktion führte zu Straßenprotesten in Rangun, woraufhin die Regierung den Ausnahmezustand ausrief. Dieser Vorfall ist als „U-Thant-Krise“ bekannt.
Zu seinen Ehren trägt seit 1977 eine kleine Insel im East River, unweit des Hauptquartiers der Vereinten Nationen in New York City, den inoffiziellen Namen U Thant Island.